# Papier de bambou
La classe des  papiers de bambou (en chinois: 竹纸 Zhúzhǐ) est une des sept classes de papiers traditionnels chinois, définies par Yi Xiaohui,, qui regroupe les papiers fabriqués à partir des fibres végétales de tiges tendres de jeunes bambous de plusieurs espèces. Celles-ci sélectionnées pour la qualité de leurs fibres papetières, comportent principalement le bambou moso 毛竹 máozhú (Phyllostachys edulis (Carrière) J. Houzeau), le bambou amer 苦竹 kǔzhú (Pleioblastus amarus (Keng) P. C. Keng), le bambou ci « bienveillant », 慈竹 cízhú (Bambusa emeiensis L.C. Chia & H.L. Fung) et le bambou jaune, 黄竹 huángzhú (Dendrocalamus membranaceus Munro).
Les papiers de bambou ont commencé à être fabriqués en Chine plus de six siècles après les premiers papiers trouvés à Fangmatan (sur un site archéologique daté de -176 à -141) et ils n’ont commencé à occuper une place importante dans la production papetière chinoise que sous la dynastie Song (960-1279).
Après la diffusion d’une nouvelle recette de fabrication du papier plus efficace en +105 donnée par Cai Lun, le papier se diffusa de plus en plus largement en remplacement des supports traditionnels de l’écrit qu’étaient la soie et les lattes de bambou. Cependant la source de fibres papetières qui était alors tirée du chanvre, du lin ou de quelques arbustes avait du mal à répondre à la demande. Par contre, les bambous qui poussent très rapidement et sur de grandes étendues dans le Sud de la Chine, pouvaient fournir de grandes quantités de pâte à papier. Le papier fabriqué à partir de fibres de bambou acquit une position quasi dominante dans le Sud à partir de la dynastie Song. Il connut son apogée sous la dynastie Qing (1644-1912) suivi d’un déclin au XXe siècle avec l’arrivée des papiers fabriqués mécaniquement.
Le papier de bambou traditionnel est un papier compact, uniforme, lisse, et qui absorbe bien l’encre. En raison de sa teneur élevé en lignine, le papier écru (non blanchi) est jaunâtre.
Il a été décliné sous de multiples formes. Les plus réputées sont les papiers Lianshi (连史纸 Liánshǐ zhǐ), Yukou (玉扣纸 Yukou zhi) et Yuanshu (元书纸 Yuanshu zhi). Comme tous les papiers traditionnels faits main en Chine, il est menacé par la concurrence des papiers industriels fabriqués en continu mécaniquement.

## Histoire
Les premiers papiers sont apparus en Chine sous la dynastie Han (de -206 à +220). Ils furent d’abord fabriqués à partir de fibres de chanvre tirées de vieux chiffons. Au cours des siècles suivants, les papetiers passèrent de l’utilisation de vieux chiffons et de toiles de chanvre à l’exploitation directe des fibres du chanvre (dama 大麻, Cannabis sativa L.) et de mûrier à papier (gu 榖, chu 楮, Broussonetia papyrifera L.). Ils essayèrent aussi les fibres extraites de la ramie (zhuma 苎麻, papier de ramie L.), du lin (yama 亚麻, Linum usitissimum L.), et du jute (huangma 黄麻, Corchorus capsularis L.). Sous l’influence de Cai Lun, un haut fonctionnaire mort en 121, la diffusion d’une nouvelle procédure plus efficace de fabrication de papier avec de l’écorce de mûrier à papier put se répandre largement.
Dans les siècles qui suivent jusqu’aux Yuan (1271 - 1368), les fibres de dizaines d’autres plantes vont être essayées. Ce jaillissement d’innovations s’est dispersé dans le temps et l’espace. Su Yijian (958-996) observe dans ses « Quatre répertoires du studio des lettres » 文房四譜 wenfang si pu
« À Shu (Sichuan), c’est surtout avec du chanvre qu’on fait du papier...Entre le Fleuve (Yangzi) et la rivière Zhe, on se sert surtout du bambou tendre pour faire du papier. Dans le Nord, c’est avec l’écorce de mûrier (sangpi 桑皮). À Shanxi (Zhejiang), c’est avec du rotin. Les gens des bords de mer en font avec des algues. [Le papier] que les gens de Zhe font avec des tiges de blé et avec de la paille de riz est fragile et mince. Celui qui est fait avec du chaume de blé ou du youteng 油藤 est de loin le meilleur » (Quatre répertoires, II, 46, trad. de J-P. Drege).
Une des premières utilisations des fibres de bambou a été trouvée par le chercheur japonais Sawasinobi,, dans les papiers de portraits bouddhiques datant de la dynastie Liang (502- 555). En raison de la croissance rapide des bambous et de l’abondance de la ressource dans le Sud, le papier de bambou s’imposa peu a peu quand la demande de papier augmenta.
Au cours de la dynastie Song (960-1279), la production de papier de bambou acquiert une place déterminante voire dominante, au détriment du chanvre et du rotin. Seul le papier de Broussonetia put résister et s’imposer dans le nord de la Chine là où le bambou ne pousse pas. Des hommes d’État et des hommes de lettres, comme le réformateur Wang Anshi (1021-1086) et Su Shi (Dongpo, 1036-1101) indiquent qu’ils préfèrent utiliser le papier de bambou. Ils estimaient qu’il absorbait bien l’encre sans altérer le trait. Les lettrés par la suite suivirent leur exemple. Le célèbre calligraphe, peintre et esthète Mi Fu, évoque la coupe des bambous et le soin attentif qui doit être apporté au pilonnage pour obtenir une bonne pâte à papier.
Le papetier prélève avec son tamis fixé sur un châssis un ou plusieurs films de pâte dans la cuve à papier, puis dépose la feuille toute fraîche sur une pile de feuilles pour les laisser s’égoutter. La pile est par la suite pressée pour en exprimer l’eau. Mais il ne faut surtout pas que les feuilles collent les unes avec les autres, si on veut les détacher. À partir des Song, on connait quels « médicaments du papier » (additifs) étaient utilisés pour remédier à ce problème. Il s’agissait de mucilage comme la ketmie (Abelmoschus manihot)  黄蜀葵 huangshukui. ou à défaut le kiwi (Actinidia chinensis) 杨桃藤 yangtaoteng, ou la vigne sauvage (Vitis flexuosa) Thunb. 野葡萄 yeputao.
Sous la dynastie Song, Bi Sheng 毕升 invente vers 1041-1048, les caractères mobiles gravés dans la porcelaine. Cette nouvelle technique de typographie va stimuler l’imprimerie xylographique et donc la demande de papier. Durant la période des Song du Sud (1127-1279), la cour impériale se réfugie à Hangzhou où elle fonde la nouvelle capitale, suivie par les lettrés et les artistes. La capitale devient un grand centre d’imprimerie chinoise.
Un nouvel emploi très innovant du papier fut la fabrication de la monnaie fiduciaire avec la circulation des certificats de change qui se substitue à la monnaie métallique en raison d’une insuffisance en métaux chronique en Chine. Le recours au papier pour « battre » monnaie fut temporaire et cessa dans la deuxième moitié du XIVe siècle.
Dans les siècles suivants, l’évolution de la production du papier se poursuit sous les dynasties des Yuan et des Ming. Une description détaillée de la fabrication du papier de bambou est donnée dans l’encyclopédie des techniques Tiangong Kaiwu (1637). On assiste à un développement quantitatif, à une extension géographique et à une multiplication des types de papier. Sous la dynastie Qing, moins de papier de jute fut produit mais plus de papier de bambou qui venait du Sichuan.
La fabrication du papier de bambou est restée plus ou moins la même jusqu’à présent. Dans les années 1950 la production de papier artisanal de bambou était d’environ 120.000 tonnes.

## Caractéristiques du papier de bambou chinois
Dans le Sud de la Chine, le bambou était abondant et très vigoureux, il pouvait fournir une abondance de fibres papetières à bien meilleur marché que les autres fibres. La plantation du bambou se fait avec un morceau de rhizome. La plantation a lieu entre mars et avril et entre août et septembre.
La fibre de bambou est plus courte que la fibre des chanvroïdres (chanvre, ramie, lin...) ou la fibre de mûrier. Elle fait en général entre 1,5 et 2 mm, jamais plus de 5 mm. Le papier de bambou (en chinois 竹纸 zhúzhǐ) a une teneur en fibres hétérocellulaires et fines élevée, de sorte que le papier est compact, uniforme, lisse, à grains fins, qu’il absorbe bien l’encre et s’adapte bien à l’impression. La province du Fujian est une des principales régions de papier de bambou, particulièrement sous les Song, Yuan et Qing.
La qualité de la fibre papetière utilisée joue un rôle essentiel dans la qualité du papier produit. Les espèces de bambou ont été classées en quatre classes en fonction de la qualité du papier qu’ils offrent:
1. Première classe: Bambusa rigida Keng & P. C. Keng (硬头黄竹 yingtouhuang zhu), Bambusa sinospinosa McClure (车筒竹 chetong zhu), Phyllostachys edulis (Carrière) J. Houzeau (毛竹 maozhu), N. affinis (Rendle) Keng f., Schizostachyum hainanense Merrill ex McClure, B. lapidea McClure, Phyllostachys sulphurea cv. Viridis, Dendrocalamus strictus (Roxburgh) Nees, D. oldhamii (Munro) Keng f., S. funghomii McClure, P. sulphurea (Carr.) A. et C. Riv., B. chungii McClure.
2. Seconde classe: Dendrocalamus minor (McClure) L. C. Chia & H. L. Fung (吊丝竹 diaosi zhu), Bambusa pervariabilis McClure (撑篙竹 cheng gao zhu), P. heteroclada Oliver, P. robustiramea S. Y. Chen et C. Y. Yao, Bambusa cerosissima McClure (箪竹 dan zhu), Chimonobambusa quadrangularis (Franceschi) Makino (方竹 fangzhu), B. duriuscula W.T.Lin, P. glauca McClure.
3. Troisième classe: Dendrocalamus latiflorus Munro (麻竹 ma zhu), Chimonobambusa marmorea (Mitford) Makino (寒竹 hanzhu), Bambusa textilis McClure and espèces de Fargesia Franch. emend. Yi.
4. Quatrième classe :  Bambusa multiplex (Loureiro) Raeuschel ex Schultes (孝顺竹 xiaoshun zhu), Bambusa rutila McClure (木竹 muzhu), P. amarus (Keng) Keng f., P. amabilis (McClure) Keng f., Bambusa distegia (Keng et Keng f.) Chia et H. L. Fung (料慈竹 liaoci zhu), P. japonica (Sieb. et Zucc.) Makino.

Produit dans une large zone de production, les processus de productions et le traitement des matières fibreuses se sont différentiés, ce qui a donné des papiers avec des caractéristiques très différentes. Yi Xiaohui donne cinq grands types de papier de bambou:
1. le papier Lianshi (连史纸 Liánshǐ zhǐ) est un papier apprêté[n 2], de qualité supérieure, blanc comme le jade, fin, avec une absorption de l’encre uniforme[n 3]. Apparu au milieu du XVIIIe siècle, il est utilisé pour la calligraphie et la peinture et comme papier à lettre. Exemples de papiers originaires de provinces différentes: 1) le papier Liansi 连四纸, de Qianshan dans la province du Jiangxi, 2) le papier Lianshi 连史纸, de Liancheng dans la province du Fujian, 3) un autre papier Lianshi 连史 纸, mais originaire de Jiajiang dans le Sichuan 4) le papier Baijian 白笺纸 du Zhejiang 5) le papier Dagong 大贡纸 de Liuyang, dans le Hunan.
2. le papier Gongchuan 贡川纸 est un papier de qualité inférieure au Lianshi qui utilise un simple blanchiment à la lumière solaire. Exemples: le papier Guanshan 关山纸, venant du Fujian et le papier Gongchuan de Jiajiang 夹江 au Sichuan
3. le papier Maobian 毛边纸 (appelé aussi papier Yukou 玉扣纸) originaire du Fujian. Il s’agit généralement d’un papier apprêté qui n’a pas été blanchi au soleil, d’une couleur jaune clair, lisse. Il a servi à imprimer les classiques ou à écrire à la plume d’oie. Produit en grande quantité, il était bon marché[7]
4. le papier Yuanshu 元书纸 est originaire de Fuyang dans la province du Fujian. Il s’agit d’un papier apprêté qui se décline sous de nombreux noms: Huazhu 花笺, Huangbiao 黄表, Jingfang 京放, etc. Il est fin, lustré, jaunâtre et ne se perfore pas
5. le papier Biaoxin 表芯纸 est un papier utilisé pour l’emballage quotidien, l’hygiène, les rites, produit dans le Zhejiang, Guangdong et Fujian.

Dans plusieurs provinces ont été fabriqués des papiers « xuan » à base de bambous. Dans le Fujian est fabriqué une imitation du papier xuan de l’Anhui, appelé papier Liancheng Xuan (连城宣纸 Liánchéng xuānzhǐ). Il est fait avec de la pulpe fraiche de bambou, alors que le véritable papier xuan est produit avec le santal bleu et la paille de riz à Jingxian dans l’Anhui. Dans le Sichuan aussi, il existe un papier pour calligraphie et peinture Jiajiang (夹江书画纸 Jiā jiāng shūhuà zhǐ) à base de bambou.

### Papier Yukou, 玉扣纸 Yukou zhi
La province du Fujian est réputée pour son papier de bambou. Un des meilleurs est le papier Yukou 玉扣纸 Yukou zhi produit dans le xian de Ninghua à l’ouest de la province. Le nom Yukou 玉扣, vient de 玉 yu « le jade » en raison de sa couleur blanche comme le jade, et 扣 kou, est une unité de mesure du nombre de feuilles (comme la rame de papier). La pâte de papier est fabriquée avec les fibres des tiges tendres de bambou moso qui pousse abondement dans la région. La fabrication du papier Yukou a commencé sous la dynastie Song. En 1974, à la fin de la Révolution culturelle, le papier Yukou a été choisi pour publier les « Œuvres sélectionnées de Mao Zedong ».

### Papier Yuanshu, 元书纸 Yuanshu zhi
Appelé aussi 赤亭纸 Chìtíng zhǐ, le papier Yuanshu est un papier traditionnel fabriqué à Fuyang dans la province du Zhejiang[réf. nécessaire]. Sous la dynastie des Song du Nord (960-1125), il fut sélectionné comme « Papier d’écriture impériale ». Son nom 元书纸 Yuanshu zhi vient du fait que l’empereur Zhenzong des Song du Nord avait l’habitude de l'utiliser pour écrire des textes sacrificiels lors du premier jour de l’année (yuanri 元日) pour la fête du Nouvel An chinois. Et  parce que le ministre de l'époque Xie Fuchun 谢富春 a soutenu la production de ce papier, il s'appelle aussi Xie Gongzhi 谢公纸 ou Xie Gongjian 谢公笺.
Le papier Yuanshu est blanc, souple, dégage une légère senteur de bambou, se conserve bien, et ne se décolore pas avec le temps. Il était jadis utilisé pour la peinture et la calligraphie, l’écriture de documents officiels et de livres.
La réputation du papier Yuanshu perdura sous les dynasties Ming et Qing. Il fait partie de la liste des papiers traditionnels (non apprêtés) de la fin des Qing, donnée par J-P Drège.

## Procédés de fabrication

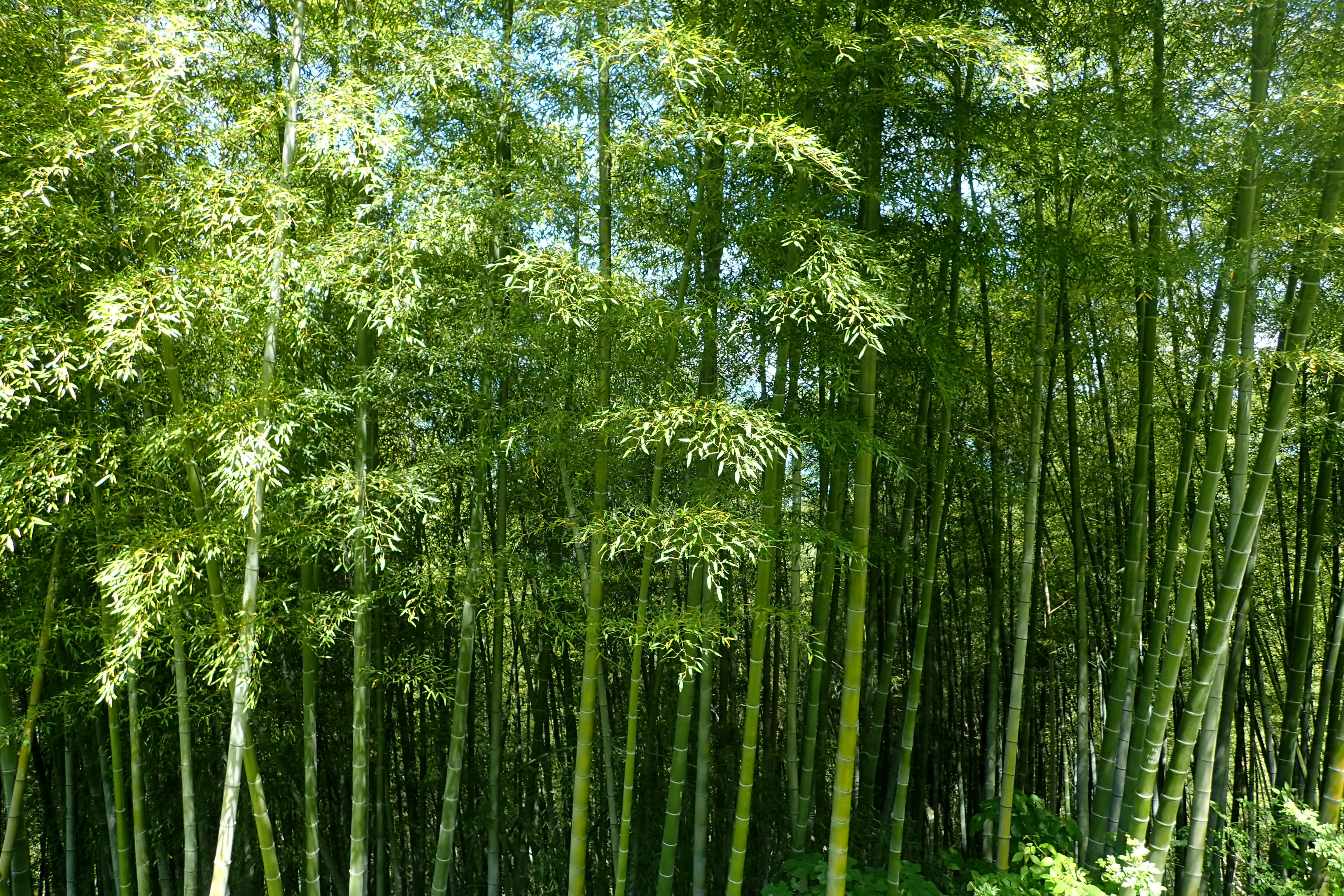
Bambou moso, une matière première abondante

La première description un peu précise à être publiée est celle de l’encyclopédie illustrée des techniques 天工開物, Tiangong Kaiwu, publiée en 1637. Elle donne les principales étapes de la fabrication du papier de bambou suivantes: le tri des matériaux, le trempage, l’ébullition, l’écrasement, la décoloration, le recueil de film de pâte sur un tamis de bambou, le pressage des feuilles, l’exposition au soleil et le séchage (voir les illustrations ci-dessous tirées du Tiangong Kaiwu).
Selon Khartasia, la suite des étapes a varié suivant les lieux et les époques mais on peut reconstruire un procédé type, comme celui-ci en 13 étapes essentielles (Khartasia et Xiao et Yang):

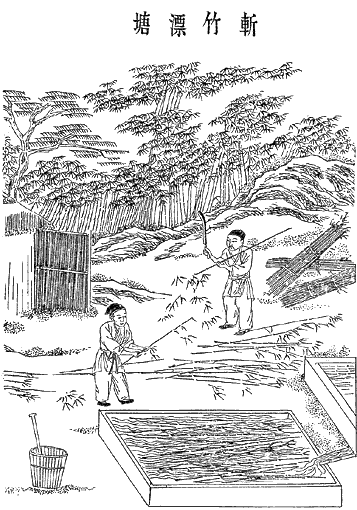
1. Coupe du bambou
2. Trempage

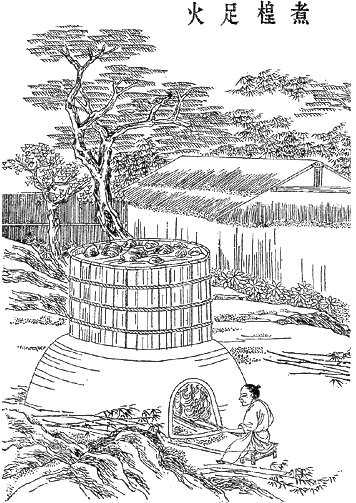
4. Ébullition

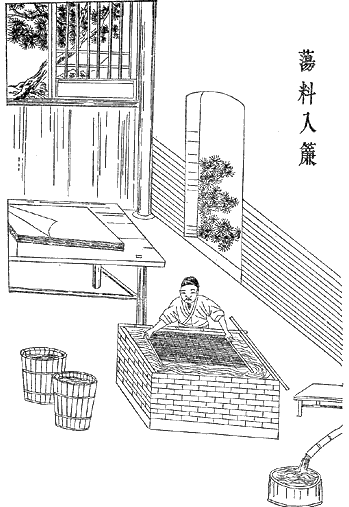
9a. Confection de la feuille

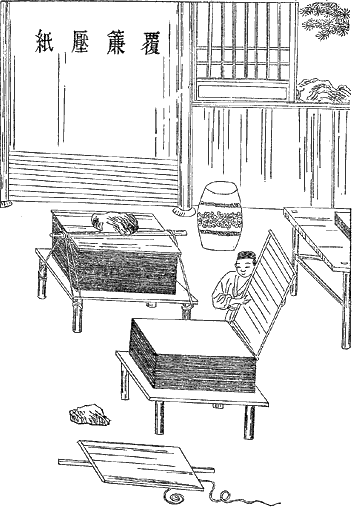
9b. Confection de la feuille

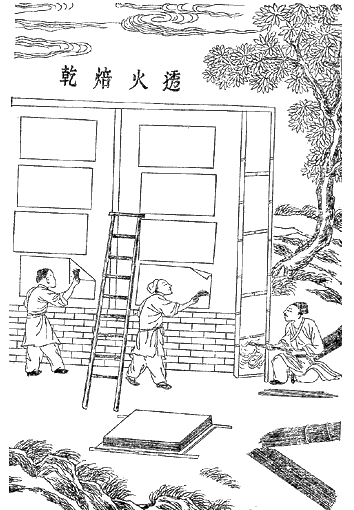
11. Étalage
12. Séchage

1. Coupe : pour la coupe, les villageois montent aux bambouseraies dans la montagne en mai . En observant le duvet blanc sur la tige, ils savent reconnaitre les jeunes spécimens. Les tiges de bambou tendres sont coupées lorsqu'ils commencent à bourgeonner. Les feuilles sont éliminées et des tronçons de 1,50 m à 2 m sont coupés. Ils sont descendus à l’atelier pour être utilisés tant qu’ils sont frais.
2. Trempage: les tiges fendues en longueur sont mises à tremper dans un bassin d’eau (ou un cours d’eau clair) pour un trempage de 1 à 3 mois selon les conditions locales. Le temps de trempage peut être réduit par addition de chaux.
3. Pelage: les tiges sont frappées avec un maillet pour faire tomber l’écorce superficielle de couleur verte, l’opération est appelée « chasser le vert » 杀青 shāqīng. Les nœuds sont aussi éliminés. Après s’être débarrassé de tous ces déchets, on garde les longs cordons de fibres blanches.
4. Ébullition: dans de grands chaudrons, on les porte à ébullition avec de la chaux puis de la soude pendant 5 à 10 jours. Quand la lignine s’est dispersée, les fibres se regroupent progressivement. De nos jours la technique a été perfectionnée, en coupant les bambous en sections plus courte et en utilisant des cuves étanches pour les faire bouillir.
5. Rinçage: à la fin de l’ébullition, le chaudron est plein d’un liquide noir qui est éliminé et on rince les fibres à l’eau chaude deux à trois fois. Elles sont ensuite placées dans un bassin d’eau pour subir une macération avec du jus de haricot ou de l’eau de riz.
6. Blanchiment au soleil: Dans l’ancien temps, les fibres étaient étalées sur les flancs sud des montagnes pendant 3 à 4 mois, pour les faire blanchir au soleil. Elles étaient retournées 3 à 4 fois. Au cours de la période républicaine, le blanchiment s’est fait grâce à un additif chimique.
7. Pilonnage: Dans beaucoup de localités du Sichuan, un pilon hydraulique en pierre servait à écraser les fibres et à former une pulpe consistante. Lorsque les fibres sont convenablement entremêlées, le papier est plus solide.
8. Préparation de la cuve à papier: la pulpe est placée dans un bassin d’eau claire additionnée d’un agent dispersant. Le tout est longuement brassé avec un bâton. L’agent dispersant facilite la collecte d’un mince film de pâte sur le tamis en bambou.
9. Confection de la feuille: pour prélever un film de pulpe, le papetier utilise une forme ouvrante constituée d’un châssis sur lequel il pose un tamis mobile. En plongeant l’ensemble dans la cuve, une (ou plusieurs) fois, il peut récupérer un mince film de pâte à papier, uniformément réparti sur toute sa surface. Il retourne alors le tamis sur une pile de feuilles déjà fabriquée, pour déposer une feuille supplémentaire. Cette étape est cruciale pour obtenir un bon papier, elle demandait un grand savoir-faire et c’était en général le maître de l’atelier qui s’en chargeait.
10. Pressage: la pile de feuilles très humides est placée dans une presse pour en exprimer l’eau.
11. Étalage des feuilles: chaque feuille humide est détachée avec précaution de la pile et étalée avec une grosse brosse souple sur un mur chauffé ou sur la paroi d’un four.
12. Séchage à chaud se fait sur la paroi du four. Un séchage à froid peut se faire par ventilation naturelle.
13. Confection de « ramette »: les feuilles empilées sont coupées à une dimension précise. En général, une centaine de feuilles forment un dao  刀 (terme de comptage des feuilles de papier en chinois, comme en français les termes « rame » ou « ramette »)

Ce genre de processus est très long et demande un travail physique important pour un rendement très faible.

## Fabrication mécanique du papier
En Europe comme en Chine, la fabrication du papier à la main était restée très chère jusqu’à l’avènement des machines à papier à vapeur au XIXe siècle qui pouvaient fabriquer en continu du papier avec des fibres de bois. La première machine inventée par Louis Nicolas Robert en 1798, ne put être développée en France en raison de l’instabilité politique de l’époque (le Directoire). C’est en Angleterre qu’elle trouva les financements pour être perfectionnée.
Plus d’un siècle plus tard, Chen Xiqing, fit construire une usine de fabrication mécanique de papier en 1932 à Fuzhou. Après un séjour d’étude aux États-Unis et en Europe, il fit des essais pour pouvoir traiter les tiges âgées de bambou plutôt que les jeunes pousses, afin d’augmenter la quantité de matière première disponible. Son usine qui utilisait des machines à papier avec des cylindres et séchoir multiples, pouvait produire quotidiennement trois tonnes de papier de bambou. Les bambous étaient bouillis dans une solution de sulfite. La production comprenaient le papier journal, le papier de dessin, le papier à polycopier, le papier brouillon etc..
La fabrication industrielle de papier de bambou prit beaucoup d’extension à Chongqing, Yibin, et Changjiang. Dans les années 1950, l’usine de Chongqing produisait 210 variétés de papier journal et de papiers de très bonne qualité.
La concurrence de ce papier a entrainé un déclin progressif des papiers traditionnels faits main.
Cependant durant la Seconde guerre sino-japonaise (1937-1945), l’importation de papier industriel a cessé et le papier traditionnel fait main a pu connaître un renouveau. Mais les artistes travaillant dans la zone républicaine de Chongqing, qui n’avaient pas accès au  papier xuan de l’Anhui sous occupation japonaise, trouvaient que le papier de bambou local avait une tension et une blancheur insuffisante pour la création artistique. Le gouvernement nationaliste de Tchang Kaï-chek qui avait replié sa capitale à Chongqing, conduisit une réforme de la production du papier de bambou qui permit la mise au point d’un papier pour calligraphie et peinture Jiajiang (夹江书画纸 Jiā jiāng shūhuà zhǐ) à base de bambou et répondant aux demandes des artistes[réf. nécessaire].